# Genistein
Genistein ist ein Phytoöstrogen aus der Gruppe der Isoflavonoide, das zusammen mit Genistin in der Sojabohne und dem Rotklee vorkommt.

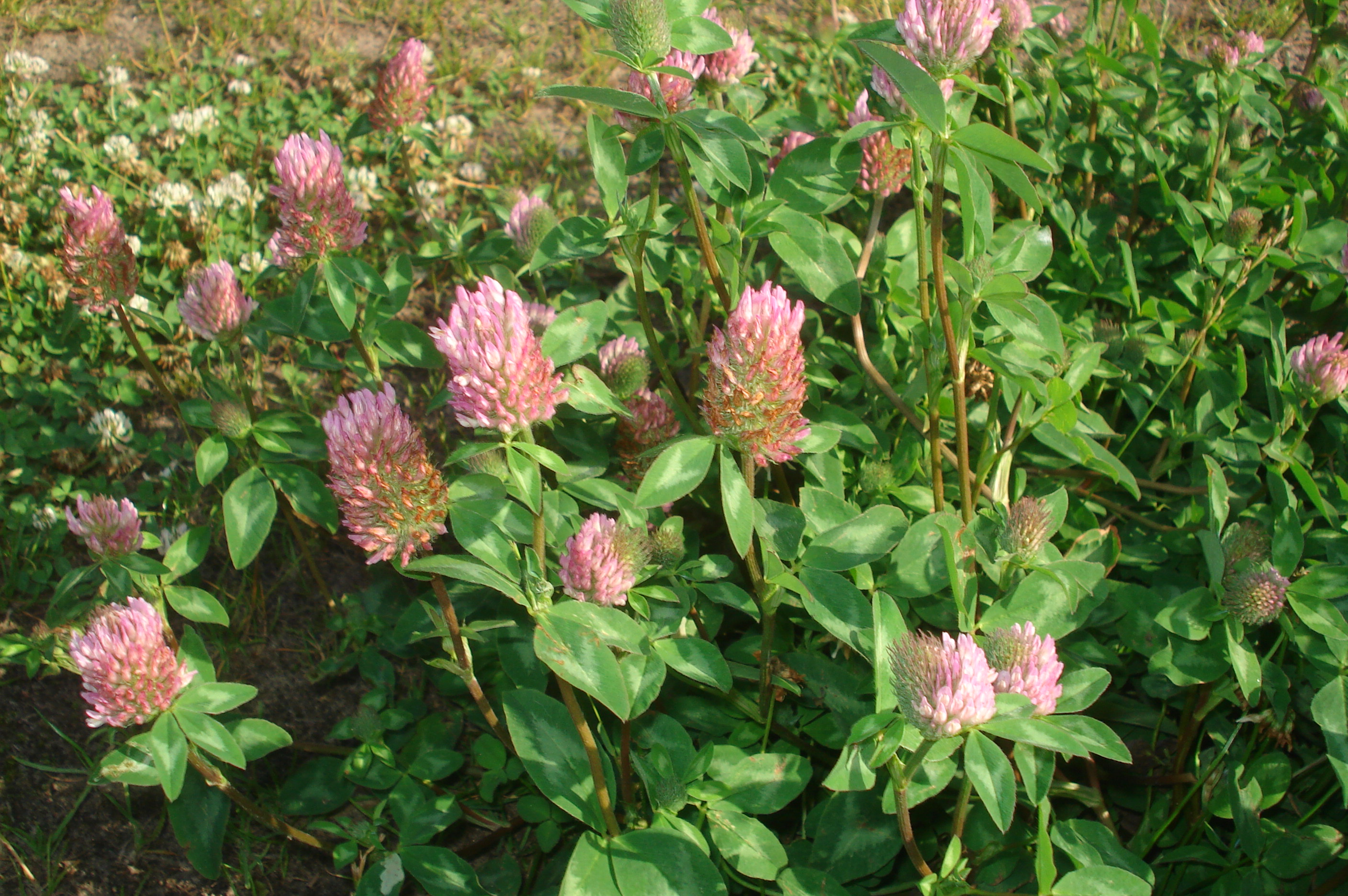
Rotklee (Trifolium pratense)

## Pharmakologie
Genistein wird über die Nahrung aufgenommen und lässt sich im Serum von Menschen und Tieren nachweisen.
Wie andere Östrogene führt auch Genistein zu einer beschleunigten Kapazitation der Samenzellen im weiblichen Genitaltrakt – derzeit wird allerdings auch untersucht, ob die Fertilität durch eine vorzeitige Akrosomreaktion nicht doch herabgesetzt wird.
Es gibt mehrere Hinweise darauf, dass Genistein, ebenso wie ein anderes Isoflavon (Daidzein), die Transkription des Enzyms Catechol-O-Methyltransferase (COMT) herunterfährt, welches normalerweise Estradiol abbaut.
In der Tumorforschung wird nebenbei auch untersucht, ob der Stoff bzw. die Anwendung von z. B. Sojaextrakten eine positive Wirkung auf das Tumorwachstum hat, da Genistein die durch FGF-2-induzierte Angiogenese aufgrund der Hemmung der Tyrosinkinase, uPA (Urokinase) und Hochregulierung der PAI-1 inhibiert.
Eine tumorhemmende Wirkung des Genisteins konnte sowohl in hormonabhängigen wie hormonunabhängigen Brustkrebszelllinien nachgewiesen werden. Versuche mit Genisteininjektionen (Exposition) bei ausgewachsenen Ratten ergaben, dass die Wirkung größer war, wenn bereits in der pubertären Phase Genistein-Injektionen verabreicht wurden.
Versuche an Mäusen zeigten, dass Genistein in seiner Wirkweise als CB1-Antagonist eine Δ9-THC-induzierte Atherosklerose (durch Cannabiskonsum) abschwächt.